# Klokočůvek
Klokočůvek (německy Klein Glockersdorf) je vesnice, část města Odry v okrese Nový Jičín. Nachází se asi 9 km na severozápad od Oder. V roce 2009 zde bylo evidováno 176 adres. V roce 2001 zde trvale žilo 126 obyvatel.
Klokočůvek je také název katastrálního území o rozloze 3,33 km2.

## Turismus
Na kraji vesnice je poutní místo panna Marie ve skále. Ve vsi se nalézá i rekreační osada Spálovský Mlýn.